# Myrmecodia archboldiana
Myrmecodia archboldiana är en måreväxtart som beskrevs av Elmer Drew Merrill och Lily May Perry. Myrmecodia archboldiana ingår i släktet Myrmecodia och familjen måreväxter. Inga underarter finns listade i Catalogue of Life.